# Школа Тоса

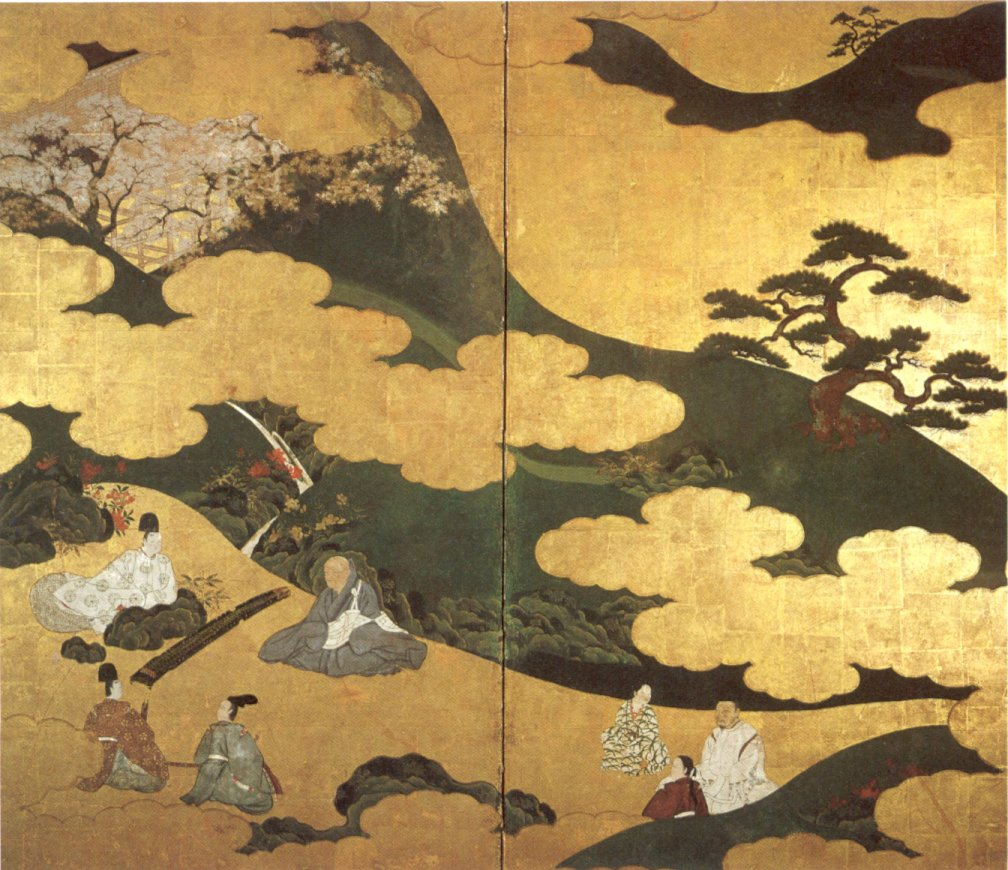
Ілюстрація до «Ґендзі моноґатарі» (середина 17 століття, Тоса Міцуйосі).

Школа Тоса (яп. 土佐派, とさは, тоса-ха) — японська школа живопису 17 — 19 століття, періодів Муроматі та Едо.

## Короткі відомості
Патріархом школи Тоса вважається Фудзівара Юкімітіцу, придворний художник Імператорського двору середини 14 століття. Його спадкоємець Юкіхіро першим прийняв прізвище Тоса. Школа набула розквіту завдяки діяльності Тоси Міцунобу (1434—1525).
Школа Тоса успадкувала багато прийомів середньовічних японських шкіл, які малювали в традиційному стилі «ямотських картин» ямато-е. Разом із школою Кано вона була найулюбленішою школою японських можновладців.
Найзначнішими представниками школи Оса в період Едо були Тоса Міцуокі (1617—1691) й Іваса Матабей (1578—1650).